# Gwyn Jones (fyzik)
Gwyn Jones, celým jménem Gwyn Owain Jones, rovněž uváděn jako G. O. Jones, (29. března 1917 – 3. července 2006) byl velšský fyzik. Studoval na oxfordské Jesus College a následně na Sheffieldské univerzitě. V roce 1942 se stal členem tajného výzkumného programu jaderných zbraní. Později se věnoval pedagogické činnosti. V letech 1968 až 1977 působil na postu ředitele velšského národního muzea. V roce 1978 získal Řád britského impéria. Zemřel v Oxfordu v roce 2006.